# Савичевич, Вукан
Ву́кан Са́вичевич (серб. Вукан Савићевић / Vukan Savićević; род. 29 января 1994, Белград) — черногорский и сербский футболист, полузащитник клуба «Гиресунспор» и сборной Черногории.

## Клубная карьера
Вукан — воспитанник футбольной школы «Црвены звезды». В основном составе дебютировал 22 сентября 2012 года во встрече с «Хайдуком» из Кулы. 22 февраля 2013 года Савичевич забил первый мяч в составе «звездашей». 21 июня 2013 года полузащитник подписал новый четырёхлетний контракт с белградским клубом.
18 июля 2013 дебютировал в еврокубках, выйдя на замену в матче квалификации Лиги Европы против исландского клуба ИБВ.
По итогам сезона 2013/14 Вукан в составе «Црвены Звезды» стал чемпионом Сербии, приняв участие в 17 встречах первенства.

## Карьера в сборной
С 2009 по 2010 годы Савичевич выступал за юношескую сборную Черногории (до 17 лет). Однако в 2012 году он принял решение играть за юношеские сборные Сербии.

## Достижения
Црвена звезда
- Чемпион Сербии: 2013/14